# Ove Jensen
Pour les articles homonymes, voir Jensen.
Ove Jensen, né le 7 novembre 1919 à Copenhague et mort le 22 avril 2011, est un footballeur international danois. Il évoluait au poste de gardien de but.

## Biographie

### En club
Ove Jensen est joueur du B 93 Copenhague durant sa carrière,.
Gardien réputé, il est sélectionné avec une équipe rassemblant les meilleurs joueurs d'Europe le onze européen (en) en 1947 pour jouer un match contre la Grande-Bretagne mais reste sur le banc

### En équipe nationale
International danois, il reçoit 12 sélections en équipe du Danemark entre 1945 et 1948.
Son premier match en sélection a lieu le 30 septembre 1945 contre la Suède (défaite 1-4 à Solna) en match amical.
Il fait partie du groupe danois médaillé de bronze aux Jeux olympiques de 1948 mais ne dispute aucune rencontre durant le tournoi.
Son dernier match en sélection a lieu le 15 juin 1948 contre la Finlande (victoire 3-0 à Helsinki) dans le cadre du Championnat nordique.

## Palmarès

### En sélection
Danemark
- Jeux olympiques :
  -  Bronze : 1948.